# LOMAK

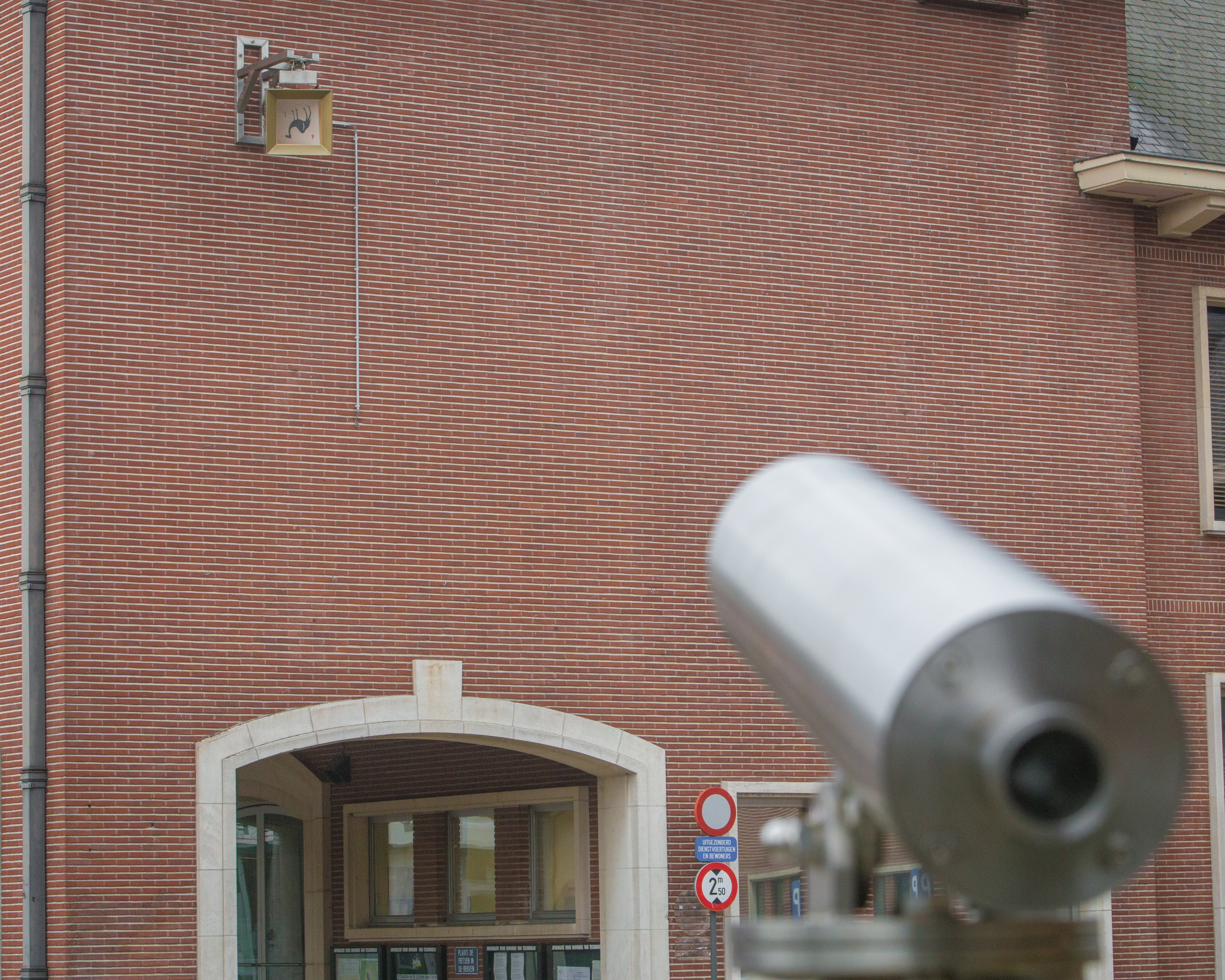
Het LOMAK hangt aan het gemeentehuis van Tessenderlo

Het LOMAK (voluit: Loois Museum voor Actuele Kunst) in Tessenderlo is, naargelang de bron, het kleinste museum van de wereld of op zijn minst van België.
Het LOMAK bestaat uit niet meer dan één zaal: een verwarmde en verlichte box van 40 bij 40 bij 40 centimeter die op een hoogte van 7,5 meter aan een blinde muur van het gemeentehuis is opgehangen. Men 'bezoekt' het museum door met een telescoop die aan de andere kant van het plein is opgesteld naar de tijdelijke tentoonstelling te kijken.
De installatie werd in opdracht van de serviceclub Kiwanis Tessenderlo Alchemia ontworpen door designer Jeff Rutten naar aanleiding van het twintigjarig bestaan van de club. Het museum werd op 10 mei 2013 ingehuldigd door Jan Hoet.

## Exposities
Het LOMAK herbergt een tijdelijke collectie. Drie keer per jaar exposeert er een hedendaagse, Vlaamse kunstenaar. Door de specifieke afmetingen van de tentoonstellingsruimte ontwikkelt de kunstenaar meestal een uniek werk dat speciaal voor het LOMAK is gemaakt.
| Expo    | Datum             | Kunstenaar              | Titel                                        |
| ------- | ----------------- | ----------------------- | -------------------------------------------- |
| Expo 1  | 10 mei 2013       | Koen Vanmechelen        | Handmade CosmopolitanChickenProject          |
| Expo 2  | 25 oktober 2013   | Jonas Geirnaert         | Kabouter Wesley en het recht op privacy      |
| Expo 3  | 14 maart 2014     | Roeland Tweelinckx      | Grandmother’s shoes acting like a Agapanthia |
| Expo 4  | 20 juni 2014      | Hannes D’Haese          | Wove Dog                                     |
| Expo 5  | 17 oktober 2014   | Peter De Meyer          | Taste Happiness                              |
| Expo 6  | 12 februari 2015  | Arne Quinze             | Natural Chaos                                |
| Expo 7  | 12 juni 2015      | Nick Ervinck            | Komanil                                      |
| Expo 8  | 9 oktober 2015    | Filip Dujardin          | Bricks on a leash                            |
| Expo 9  | 12 februari 2016  | Tinka Pittoors          | Skydiving                                    |
| Expo 10 | 10 juni 2016      | Hugo Duchateau          | De roep van de vogel                         |
| Expo 11 | 7 oktober 2016    | Bart Stolle             | Low fixed media show                         |
| Expo 12 | 10 februari 2017  | Ellen Vrijsen           | De suppoosten                                |
| Expo 13 | 02 juni 2017      | Marc Janssens           | By trial and error                           |
| Expo 14 | 06 oktober 2018   | Willo Gonnissen         | ( ; )                                        |
| Expo 15 | 23 februari 2018  | Karin Hanssen           | Museum Visit                                 |
| Expo 16 | 08 juni 2018      | Nadia Naveau            | Salon Samples                                |
| Expo 17 | 12 oktober 2018   | Peter Snijder           | The Long Gallery                             |
| Expo 18 | 22 februari 2019  | Gijs Van Vaerenbergh    | Model for a grotto                           |
| Expo 19 | 21 september 2019 | Jeff Rutten             | A scale of 1 to 10                           |
| Expo 20 | 7 februari 2020   | Frits Jeuris            | More or less                                 |
| Expo 21 | 9 oktober 2020    | Caroline Van Den Eynden | Tsssss.....sssssT                            |
| Expo 22 | 8 oktober 2021    | Hans Vandekerckhove     | Gardening at Night                           |
| Expo 23 | 11 februari 2022  | Koen Deprez             | Het Sint Maarten Model                       |
| Expo 24 | 10 juni 2022      | Herman Maes             | Het klassieke schilderij                     |
| Expo 25 | 29 oktober 2022   | Evelien Hiele           | Toys and Happiness                           |
| Expo 26 | 18 februari 2023  | Beatrijs Lombaerts      | Aarzeling                                    |
| Expo 27 | 2 juni 2023       | Hilde Overbergh         | Pitter-Patter-Pulp                           |
| Expo 28 | 6 oktober 2023    | Bruno Plaghki           | Symbiose                                     |
| Expo 29 | 23 februari 2024  | Trees De Mits           | Sensory                                      |
| Expo 30 | 7 juni 2024       | Herman van Veen         | In de lucht                                  |
| Expo 31 | 4 oktober 2024    | Annick Vandecappelle    | Atomic                                       |
| Expo 32 | 7 februari 2025   | Rio Staelens            | Closer                                       |